# Canonto Lake
Canonto Lake är en sjö i Kanada.   Den ligger i countyt Frontenac County och provinsen Ontario, i den sydöstra delen av landet, 90 km väster om huvudstaden Ottawa. Canonto Lake ligger 268 meter över havet.
I omgivningarna runt Canonto Lake växer i huvudsak blandskog. Trakten runt Canonto Lake är nära nog obefolkad, med mindre än två invånare per kvadratkilometer.